# Râul Cladova, Bega
Râul Cladova este un afluent al râului Bega. 

## Hărți
- Harta județului Timiș